# 천제 (수영 선수)
천제(陈洁, 1995년 2월 28일 ~ )는 배영을 주종목으로 하는 중국의 수영 선수이다. 2014년 인천 아시안 게임 여자 배영 200m 결승 경기에서 은메달을 획득했다.